# Hero (Maren Morris)
Hero è il quarto album in studio della cantautrice statunitense Maren Morris, pubblicato il 13 giugno 2016. L'album ha debuttato e ha raggiunto il quinto posto nella classifica Billboard 200 ed è stato nominato sia ai Grammy Awards nella categoria Best Country Album che agli Academy of Country Music Awards come Album of the Year. Contiene inoltre il brano "My Church" vincitore del Grammy Awards come Best Country Solo Performance del 2017.

## Antefatti
Nell'agosto del 2015 la cantante pubblica sul profilo Spotify cinque canzoni che raccolgono 2,5 milioni di stream, raggiungendo le Top50 statunitense e globale della piattaforma. Il successo ha portato la Columbia Nashville a firmare un contratto discografico con la Morris, proponendo l'uscita di un album con nuovi brani entro il 2016.

## Promozione
Il primo estratto "My Church" viene rilasciato il 19 gennaio 2016 che raggiunge la Top5 della Hot Country Songs Chart. Viene così deciso di rilasciare l'album di debutto intitolato Hero, con la partecipazione nella stesura dei brani di Chris DeStefano, Natalie Hemby e Shane McAnally. Il secondo singolo dell'album, "80s Mercedes", è stato rilasciato alla country radio il 27 giugno 2016. Successivamente vengono estratti "I Could Use a Love Song" e "Rich".

## Accoglienza
Il progetto discografico ha ottenuto ampi consensi da parte della critica musicale, che ne ha apprezzato la capacità di far confluire differenti generi musicali come pop, reggae e R&B,e di infrangere gli schemi testuali e tematici del genere country. Rolling Stone ha classificato Hero come il miglior album country del 2016, sebbene «potrebbe non essere immediatamente riconoscibile come musica country», definendo la cantante «un'attenta osservatrice della cultura pop e del linguaggio quotidiano».
Jon Caramanica del New York Times ha considerato l'album un esordio eccezionale nella musica country, «forse il disco country più brillante a memoria d'uomo» definendolo «intelligente». Caramanica ha anche notato le bestemmie presenti in alcune canzoni, inserite nei testi «in modo fluido, disinvolto ed efficace» con cui la cantante «infrange quello che potrebbe essere l'ultimo tabù rimasto nel country». Billboard definisce il progetto costituito da «testi taglienti come rasoi e un suono leggero e pop», trovandovi inoltre influenze reggae e R&B, in grado di narrare «una dichiarazione coesa che costituisce una fruibile colonna sonora per chiunque cerchi un po' di riscatto». Anche Entertainment Weekly, posizionando l'album alla quinta posizione dei Migliori album country del 2016, riscontra influenze R&B e hip-hop, definendolo «un colpo di scena fin troppo raro» trovando Morris «divertente, impertinente, consapevole di sé e meditativa».
Riconoscimenti di fine anno
- 7º — Variety[14]
- 9º — Billboard[12]
- 10º — People[15]
- 13º — Rolling Stone[16]
- 16º — NPR[17]
- 44º — Noisey[18]
- 47º — Spin[19]

## Tracce
1. Sugar – 3:09
2. Rich – 3:28
3. My Church – 3:17
4. I Could Use a Love Song – 3:15
5. 80s Mercedes – 3:31
6. Drunk Girls Don't Cry – 3:32
7. How It's Done – 3:25
8. Just Another Thing – 2:58
9. I Wish I Was – 4:00
10. Second Wind – 3:19
11. Once – 3:53

## Successo commerciale
Negli Stati Uniti Hero ha esordito alla posizione numero 5 della Billboard 200 con 45,000 unità, esordendo inoltre alla prima posizione della US Top Country.

## Classifiche
| Classifica (2016-2017) | Posizione massima |
| ---------------------- | ----------------- |
| Australia              | 69                |
| Canada                 | 14                |
| Regno Unito            | 65                |
| Stati Uniti            | 5                 |
| US Top Country         | 1                 |